# Sericophylla
Sericophylla és un gènere monotípic d'arnes de la família Crambidae descrit per Alfred Jefferis Turner el 1937. La seva única espècie, Sericophylla nivalis, descrita en el mateix article, es troba a Austràlia, on s'ha registrat a Queensland.